# Marius Kastening
Marius Kastening (* 10. April 1993) ist ein deutscher Handballspieler. Er spielt in der Rückraum Mitte und steht aktuell bei Handball Hannover-Burgwedel unter Vertrag.

## Karriere
Marius Kastening begann das Handballspielen bei der HSG Schaumburg Nord. Als Jugendlicher wechselte er zur TSV Hannover-Burgdorf, wo er zum Jugendnationalspieler reifte. 2011 folgte er dem Ruf von Frank Carstens, der die TSV Hannover-Burgdorf im Jahr 2010 in die Bundesliga geführt hatte und wechselte zum SC Magdeburg. Dort spielte Kastening vornehmlich für die 2. Mannschaft in der 3. Liga Ost, kam in der Saison 2012/13 aber auch zu drei Bundesliga-Einsätzen.
Zur Saison 2013/14 wechselte Kastening zum Zweitligisten TSV Altenholz, der von Klaus-Dieter Petersen trainiert wurde. Schon Anfang 2014 verließ er den Verein jedoch wieder, um sich dem Drittligisten HF Springe anzuschließen. Mit dieser Mannschaft feierte er in der Saison 2014/15 unter Trainer Sven Lakenmacher den Aufstieg in die 2. Bundesliga.
Nach einem missglückten Start der HF Springe in die Saison 2015/16 löste Kastening seinen Vertrag Anfang 2016 rückwirkend auf und wechselte zum Ligakonkurrenten TSG Friesenheim. Insgesamt erzielte er in der genannten Saison vereinsübergreifend 68 Tore.
In der Saison 2016/17 lief Marius Kastening für den Zweitligisten TuS Ferndorf auf. Vom 9. bis 17. Spieltag stand er seinem Team wegen eines Außenbandrisses und einer Knochenabsplitterung nicht zur Verfügung. So kam er lediglich auf 41 Saisontore.
Zur Saison 2017/18 schloss sich Kastening dem Kader des ambitionierten westfälischen Oberligisten TSG Altenhagen-Heepen an, die sich aber nach nur einem Jahr wieder von ihm trennten. Anschließend unterschrieb er einen Vertrag bei Handball Hannover-Burgwedel.
Er hat seit Januar 2019 das Amt des Spielertrainers inne.

## Saisonbilanzen
| Saison  | Verein                       | Spielklasse        | Spiele | Tore | Feldtore | 7-Meter |
| ------- | ---------------------------- | ------------------ | ------ | ---- | -------- | ------- |
| 2012/13 | SC Magdeburg                 | 3. Liga Ost        | 28     | 114  | 93       | 21      |
| 2012/13 | SC Magdeburg                 | Bundesliga         | 3      | 0    | 0        | 0       |
| 2013/14 | TSV Altenholz                | 2. Bundesliga      | 19     | 25   | 23       | 2       |
| 2013/14 | HF Springe                   | 3. Liga Nord       | 11     | 47   | 46       | 1       |
| 2014/15 | HF Springe                   | 3. Liga Nord       | 30     | 84   | 84       | 0       |
| 2015/16 | HF Springe                   | 2. Bundesliga      | 21     | 41   | 41       | 0       |
| 2015/16 | TSG Ludwigshafen-Friesenheim | 2. Bundesliga      | 19     | 27   | 25       | 2       |
| 2016/17 | TuS Ferndorf                 | 2. Bundesliga      | 29     | 41   | 29       | 12      |
| 2017/18 | TSG A-H Bielefeld            | Oberliga Westfalen | 24     | 84   | 82       | 2       |
| 2018/19 | Handball Hannover-Burgwedel  | 3. Liga Nord       | 30     | 92   | 68       | 24      |
| 2019/20 | Handball Hannover-Burgwedel  | 3. Liga Nord/Ost   | 23     | 148  | 78       | 70      |

Stand: 1. März 2020

## Erfolge
Aufstieg in die 2. Bundesliga mit HF Springe

## Privates
Marius Kastening ist in Riepen (Ortsteil von Bad Nenndorf) aufgewachsen. Er ist Bankkaufmann von Beruf. Sein Bruder Timo spielt in der Handball-Bundesliga für die MT Melsungen. Sein Vater Friedrich war von Januar bis Oktober 2015 sportlicher Leiter bei HF Springe und war bis Oktober 2020 Teammanager bei Handball Hannover-Burgwedel.